# Nhà nước Bikaner
Nhà nước Bikaner (tiếng Anh: Bikaner State; tiếng Hindi: बीकानेर रियासत) là một phiên vương quốc ở Rajputana, tồn tại từ năm 1465 đến năm 1947. Người sáng lập ra nó là Rao Bika, là con trai cả của Rao Jodha, người cai trị Jodhpur. Rao Bika chọn xây dựng vương quốc của riêng mình thay vì kế thừa vương quốc của cha mình. Bika đã đánh bại gia tộc Jat của Jangladesh cùng với người chú là Rao Kandhal và cố vấn Vikramji Rajpurohit và thành lập ra Vương quốc Bikaner. Thủ đô của nó là thành phố Bikaner ở khu vực phía bắc của bang Rajasthan, Ấn Độ ngày nay. Karni Mata đã được chỉ định là kuldevi của hoàng gia Bikaner.
Có diện tích 60.391 km2 (23.317 dặm vuông), Nhà nước Bikaner là phiên quốc lớn thứ hai trực thuộc Cơ quan Rajputana sau Nhà nước Jodhpur với doanh thu là 26.00.000 Rs vào năm 1901. Thực hiện lời kêu gọi năm 1947 của Vallabhbhai Patel nhằm hợp nhất các phiên vương quốc vào Ấn Độ độc lập, vị vua cuối cùng của Bikaner là Maharaja Sadul Singh, được cố vấn bởi dewan K. M. Panikkar, một nhà sử học đáng kính, là một trong những người cai trị đầu tiên của một phiên quốc thể hiện sự sẵn lòng gia nhập Liên bang Ấn Độ. Bằng cách đưa ra lời kêu gọi công khai vào tháng 4 năm 1947 tới các phiên vương khác để tham gia Quốc hội lập hiến Ấn Độ, Maharaja của Bikaner đã nêu gương cho những người đứng đầu các phiên quốc khác noi theo.
Nhà nước này nổi tiếng với phong cách hội họa Bikaner.